# Élősdi fülőke
Az élősdi fülőke (Collybia cirrhata) a pereszkefélék családjába tartozó, Eurázsiában és Észak-Amerikában honos, más gombák termőtestét bontó, apró gombafaj.

## Megjelenése

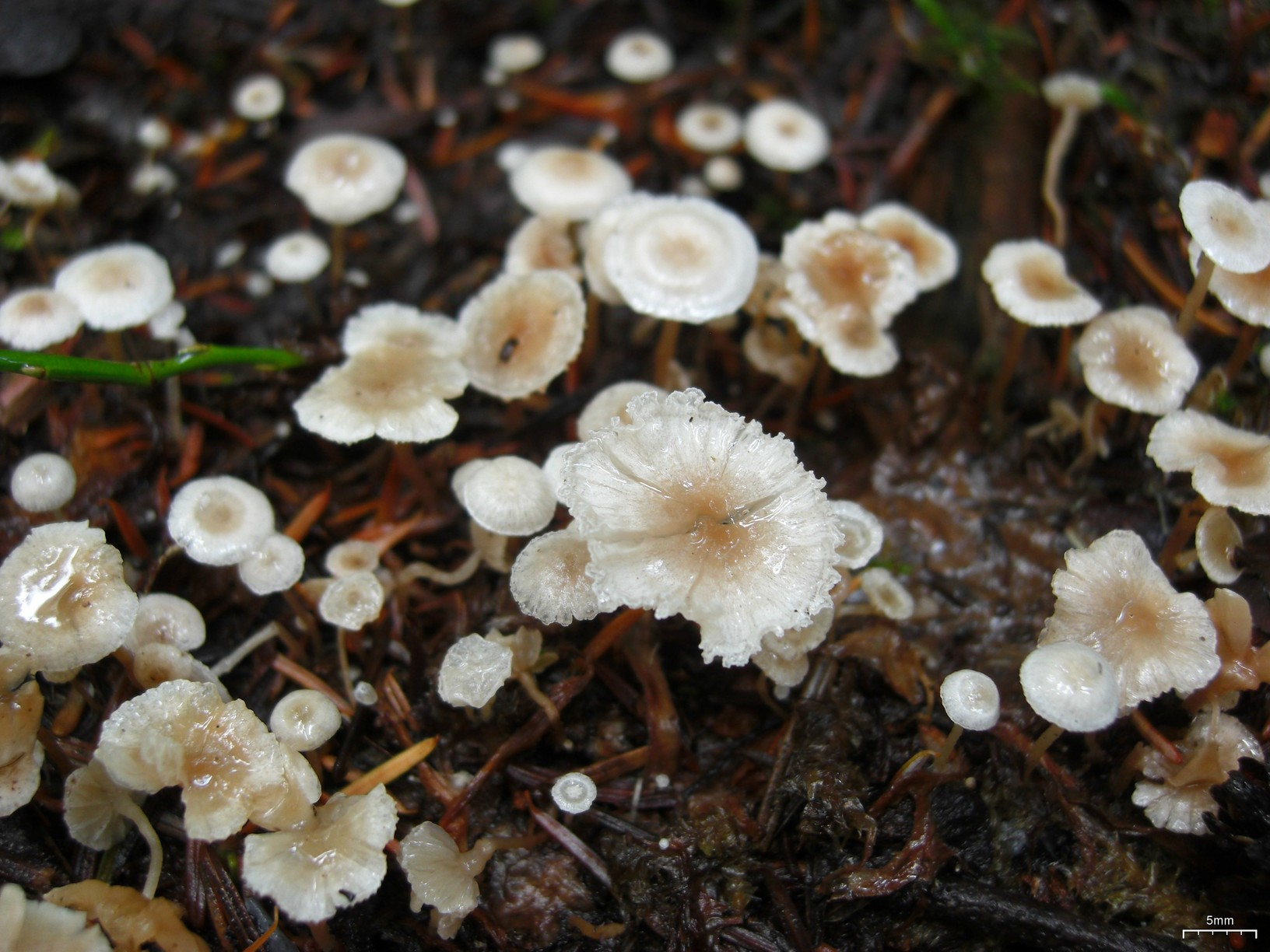

Az élősdi fülőke kalapja 0,3-1 (1,4) cm átmérőjű, alakja kezdetben félgömbös, majd domború, végül kiterülő lesz, a közepén kis púppal. Széle szabályos, felszíne sugarasan ráncolt, molyhos. Színe fehér vagy krémszínű, nedvesen áttetsző. Húsa vékony, vizenyős, fehér színű. Íze és szaga nem jellegzetes.
Lemezei ritkák, szélesek, tönkhöz nőttek vagy lefutók. Színük fehéres.
Spórapora fehér. Sporája ellipszis alakú, sima, mérete 5-6,5 x 2-3 µm.
Tönkje 1-2 cm magas és 0,2-0,5 cm vastag. Alakja vékony, hengeres, esetenként görbülhet. Színe sárgásfehér, egész hosszában fehéren korpázott. A talajban nincs szkleróciuma. Többnyire csoportosan vagy akár tömegesen nő.

### Hasonló fajok
Más Collybia fajokkal és a kis termetű, fehér színű Mycena fajokkal téveszthető össze.

## Elterjedése és termőhelye
Európában, Ázsiában és Észak-Amerikában honos. 
Erdőkben, lápokban, vizes helyeken található meg, ahol más gombák (főleg galamb- és tejelőgombák) rothadó termőtestjeit bontja. Többnyire csoportosan nő és szubsztrátja néha már a felismerhetetlenségig lebomlott. Júniustól októberig terem.
Nem ehető.